# J.V. Cain
James Victor Cain (Houston, 22 luglio 1951 – St. Charles, 22 luglio 1979) è stato un giocatore di football americano statunitense che ha giocato per tutta la carriera con i St. Louis Cardinals della National Football League (NFL) . Al college ha giocato a football all'Università del Colorado.

## Carriera
Cain fu scelto dai St. Louis Cardinals come settimo assoluto nel Draft NFL 1974. Nel 1976 stabilì i suoi primati personali con 400 yard yard ricevute e 5 touchdown. Morì per un'insufficienza cardiaca congenita il giorno del suo compleanno durante il training camp del 1979 a St. Charles nel Missouri. In suo onore i Cardinals ritirarono il suo numero 88.

## Palmarès
- Numero 88 ritirato dagli Arizona Cardinals

## Statistiche
| Ricezioni     | 76    |
| Yard ricevute | 1.014 |
| Touchdown     | 9     |